# 택시

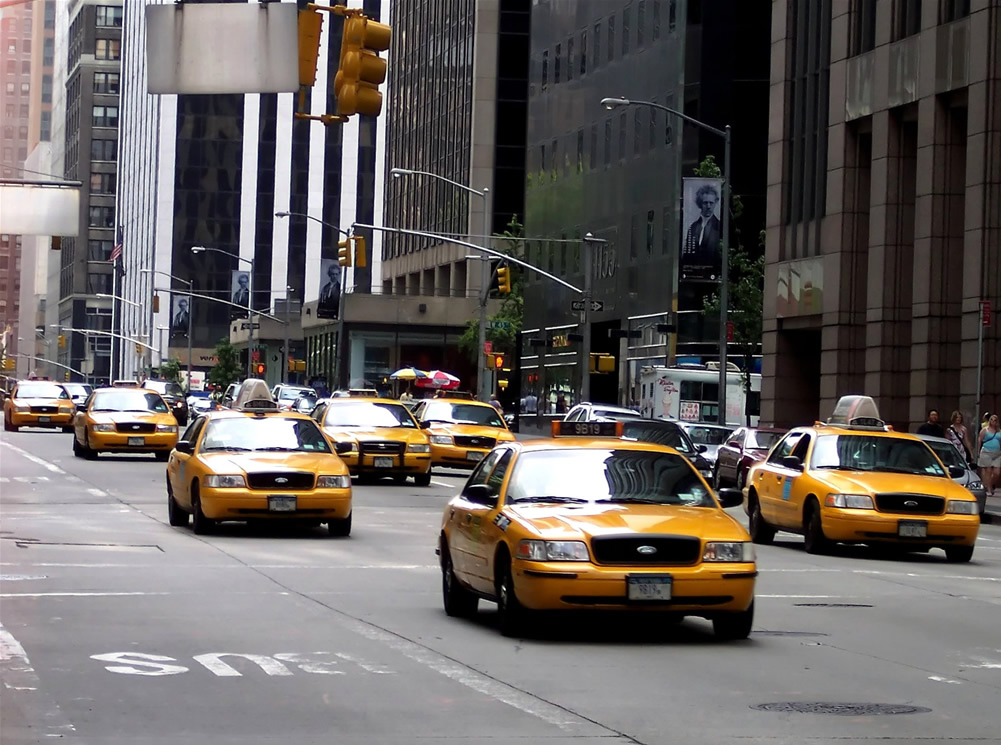
뉴욕시에 있는 노란색 택시

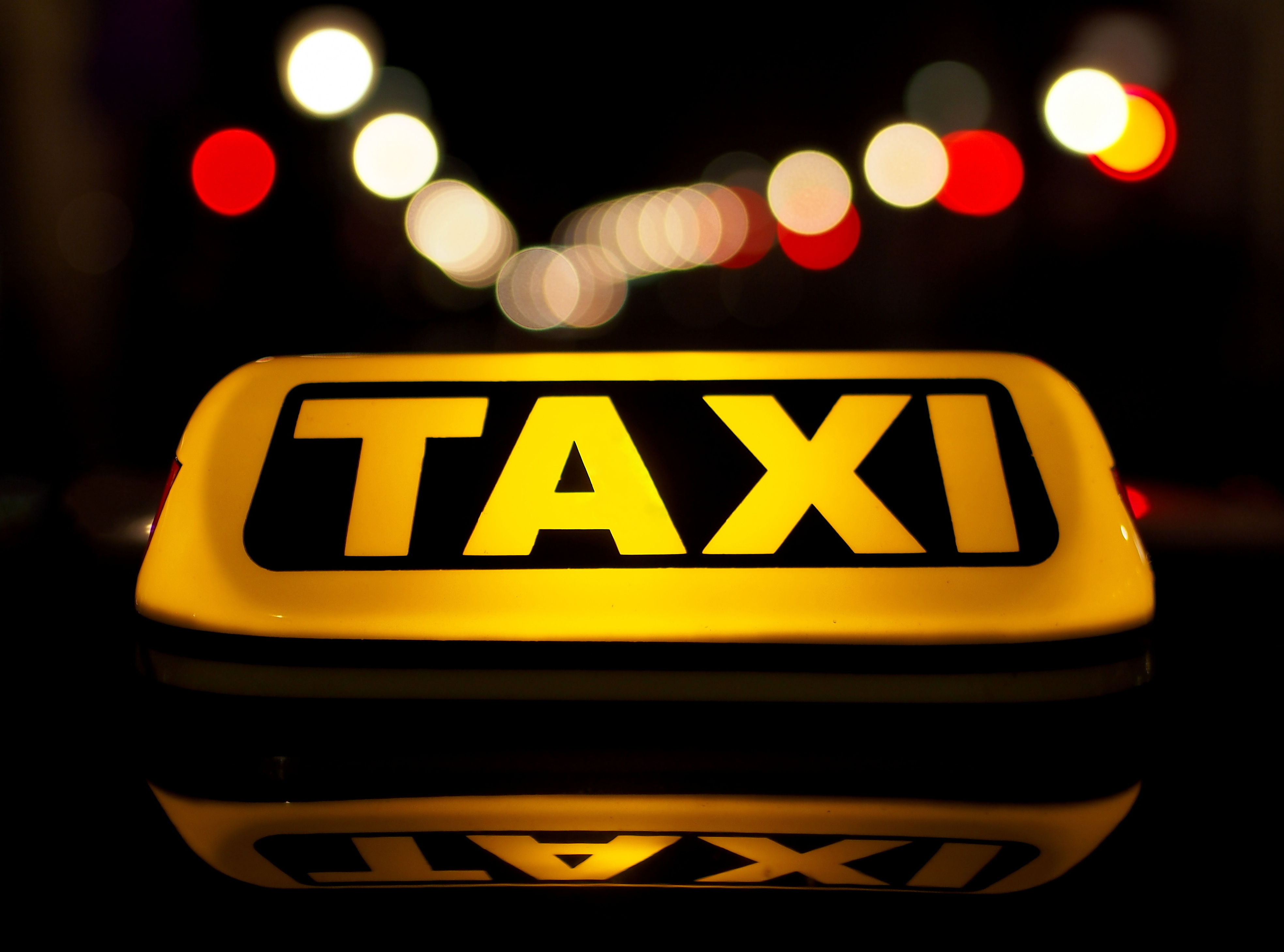
야광 택시 상단 표지판

택시(영어: taxicab, 프랑스어: taxi)는 택시미터(taximeter, 자동 요금 표시기)를 이용해 승객이 가고자 하는 목적지까지 기사가 데려다 주는 대중교통 수단 중의 하나이다. 흔히 '빈차'라는 문구가 표시된 달리는 택시를 세우게 하여 타고 기사에게 목적지를 말하는 것이 대부분이지만, 택시 정류장이나 역, 공항 등의 지정된 공공 장소 등에서 손님을 기다리기도 하며, 전화로 예약할 수 있는 콜택시도 있다.
taxi라는 단어는 "자동으로 주행거리를 계산해 주는 기계"를 의미하는 taximeter(또는 taxameter)에서 meter가 떨어지면서 만들어진 단어이다. 우리가 보통 "미터기"라고 부르는 taximeter가 바로 "택시"의 어원인 셈이다.
taximeter라는 단어는 "세금 또는 요금"을 의미하는 중세 라틴어 taxa(f.)와 거리 측정 단위인 meter가 결합된 단어이다. 라틴어 명사 taxa(f.)의 의미에서 알 수 있듯이 tax(세금)는 taxa(f.)에서 파생된 어휘이며 taxi와 같은 어원을 가진 단어이다.
taxa(f.)는 궁극적으로 "질서, 배치" 등을 의미하는 고대 그리스어 명사 taxis(τάξις)에서 파생된 단어로 알려져 있다.

## 대한민국

### 제도 상의 분류
자동차운수사업법에서는 택시 운전을 택시여객 자동차운송사업이라고 분류한다. 자동차운수사업법에서 택시 운전은 1개의 계약으로 승차 정원 5명의 자동차를 이용하여 승객을 운송하는 사업이며, 특정한 면허와 택시운전자격증을 취득해야 한다. 
택시 운전은 운수회사에 속한 법인택시와 개인이 영업하는 개인택시가 있는데, 개인택시의 경우, 법에서 정한 자격요건에 맞아야 한다. 개인택시보다 비싼 모범택시는 1992년에 처음 도입되었는데, 검은색 대형 승용차로 운행되며 기본요금은 3km에 5,000원이다. 2015년에는 모범택시보다 비싼 고급택시가 도입되었다. 고급택시는 택시표시기가 없는 영업용 승용차이다. 이외에 MPV급 차량을 이용한 대형택시도 운행되고 있다.

### 택시 업계의 변천
1928년에 처음 도입될 당시에는 1회 승차에 1원(3년 뒤에는 80전)이라는 균일제 요금을 적용했다. 2020년 기준으로는 지역마다 운임에 차이가 있으나, 3,300원 내지 3,800원의 기본요금에 시간 당 및 거리 당 요금이 추가되는 요금 체계를 사용하고 있다. 
대한민국 대부분의 택시는 LPG차량이다. 대한민국에서 LPG택시는 1978년부터 운행을 시작하였다. 지역별로 택시 색이 지정되는 경우도 있다. 2009년 12월 4일에는 하이브리드택시가 서울특별시에 도입되었으며, 서울특별시는 2020년까지 모든 택시를 하이브리드 차량으로 바꿀 예정이다. 택시 기준이 처음에는 소형이었으나, 후에 중형으로 변경되어 택시의 고급화를 이루고 있었는데, 2010년에 경기도 성남에서 1000cc 이하의 경자동차 택시가 운행을 시작하였다. 
대전광역시에서는 CNG 연료의 택시가 운행되기도 한다. 그리고 경상북도 울릉군에서는 지역 특성 상, 경유 택시가 다니고 있으며, 대부분의 차량이 SUV나 CUV 차량으로 많이 쓰인다. 2005년, 인천광역시에 도입된 카드택시는 시간이 지나면서 전국으로 확산되면서 택시비용으로 편리하게 카드로 결제가 가능하게 되었다. 일부 지역은 가솔린 엔진을 장착한 1500cc 이하급 준중형 및 소형 승용차를 LPG로 개조한 택시를 운행하고 있으며, 심지어는 서울특별시에서도 뽀로로로 랩핑된 택시를 운행하고 있다. 최근엔 택시기사들도 고령화되어 평균 연령이 무려 60.4세에 달한다. 이것이 야간에 택시 운행량이 줄어드는 이유이다.

## 유럽
택시의 시초는 17세기초 해크니 캐리지(영어: hackney carriage, black cab 또는 London taxi)라는 마차를 운행하던 것으로 본다.

## 미국
미국의 택시는 노란색 계열의 미국제조사 차량이며, 뉴욕 기준으로 택시 요금은 기본료가 2.5달러이다. 1마일에 2.5달러 추가, 정차 1분 경과 시 0.5달러, 우리와 비슷하게 시간과 거리 병산제이다. 또한 러시아워 요금이 있다. 평일 오후 4시부터 8시까지는 기본 요금이 1달러 추가된 3.5달러다. 심야 시간에는 기본 요금이 3달러다. 여기에 별도로 팁을 내야 한다. 택시 요금의 15~20% 수준이다. 다른 나라의 택시와는 달리, 구형 차량이고, 지붕이 낮다. 미국의 택시는 노란색 계열로 통일되어 있는 경우가 많은데 이는 택시기사를 사칭한 범죄를 예방하기 위해서다.
우리나라 택시요금과 비교하면 2배 이상이다. 최근 면허가격은 7~8억선이라고 한다.

## 일본
일본의 택시는 기본요금이 710엔 (대한민국 돈으로 약 7291원 (2019년 2월 6일기준))인데, 그 후 347미터 (1리)마다 90엔 (대한민국 돈으로 약 924원 (2019년 2월 6일 기준))이 추가된다. 일본의 택시는 다른 외국과 달리 자동문이라는 점도 다르다. 홍콩처럼 도요타 크라운 차량이 많이 쓰이며 닛산 티아나, 현대 그랜저 TG 등의 차량도 있다. 택시회사를 경영하는 한국계 일본인으로는 유봉식이 있다. 유봉식은 MK 택시를 경영하였는데, 휠체어를 타는 장애인들을 먼저 태우도록 함으로써 장애인들의 이동권을 존중했다. 그 외에도 후쿠오카 니시테쓰 택시나 기타큐 니시테쓰 택시와 같이 철도 업체에서 직속으로 관장받고 있는 택시 운수 업체도 더러 있다.

## 관련 작품
드라마
- SBS TV : 《모범택시》

영화
- 택시 (1998년 영화) : 프랑스 영화
- 택시 2, 택시 3, 택시 4 : 상기의 원작 택시 영화의 후편들
- 택시: 더 맥시멈 : 미국 영화
- 택시 (2015년 영화) : 이란 영화
- 택시운전사(영화) : 국내 영화

## 같이 보기
- 대중교통
- 버스